# Gabriela Michetti
Marta Gabriela Michetti Illia (phát âm tiếng Tây Ban Nha: [ˈmaɾta ɣaˈβɾjela miˈketi]; sinh ngày 28 tháng 5 năm 1965) là một chính trị gia người Argentina, từng giữ chức Phó tổng thống Argentina từ ngày 10 tháng 12 năm 2015 đến ngày 10 tháng 12 năm 2019. Trước bà, người phụ nữ duy nhất làm Phó tổng thống Argentina là Isabel Martínez de Perón.
Michetti là thành viên của liên minh Đề xuất Cộng hòa (PRO) và Cambiemos (Hãy thay đổi). Bà là Phó Chánh văn phòng tại Buenos Aires từ năm 2009 đến 2013 trong nhiệm kỳ đầu tiên của Thị trưởng Mauricio Macri và từng là Thượng nghị sĩ cho Buenos Aires từ năm 2013 đến 2016.
Bà là cháu chắt của cựu tổng thống Argentina, Tiến sĩ Arturo Umberto Illia.

## Thời trẻ và giáo dục
Marta Gabriela Michetti Illia sinh năm 1965  tại thị trấn Laprida thuộc tỉnh Buenos Aires trong một gia đình gốc Ý. Cô đã lấy được bằng về Quan hệ quốc tế tại Universidad del Salvador, Buenos Aires, năm 1988.  Cô đã hoàn thành bằng thạc sĩ về Quản lý và Tích hợp Kinh doanh tại UCES trong giai đoạn 1993-1994 cộng với khóa học chuyên môn về giải quyết tranh chấp tại WTO, tại Geneva, Thụy Sĩ năm 2000; và một chuyên ngành nghề nghiệp trong Quản lý đại học tại Đại học Ottawa, Canada vào năm 2001.

## Cuộc sống cá nhân
Một tai nạn xe hơi năm 1994 đã khiến Michetti bị thương nặng và phải ngồi xe lăn. Michetti có một con trai và có mối quan hệ lâu dài với nhà báo Eduardo Cura.
Michetti là một người Công giáo La Mã trung thành và là người chống lại việc hợp pháp hóa phá thai  và hôn nhân đồng giới ở đất nước cô.